# Mario Bettinelli

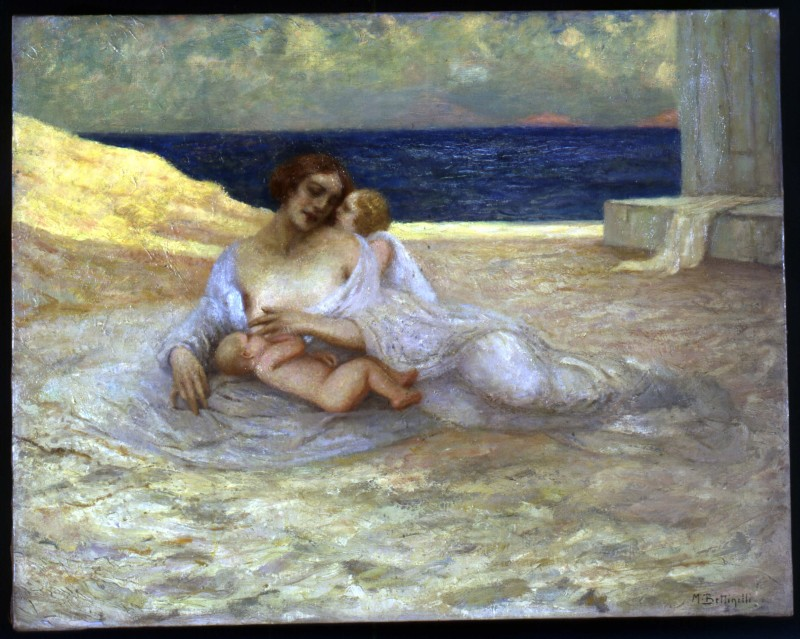
Maternità, 1921
Collezioni d'arte della Fondazione Cariplo

Mario Bettinelli (Treviglio, 1880 – Milano, 1953) è stato un pittore italiano.

## Biografia
Tra il 1895 e il 1901 è a Brescia, dove si trasferisce la famiglia e frequenta la Scuola di disegno "Moretto da Brescia" specializzandosi nel ritratto e nella caricatura. Tecnicamente molto dotato, nel 1911 si sposta a Milano ed entra in contatto con l'ambiente tardo-scapigliato, dedicandosi alla realizzazione di soggetti allegorici e ritratti femminili. Dopo la prima guerra mondiale, la sua notorietà cresce e nel 1918 un suo dipinto entra nelle Raccolte d'arte del Comune di Milano. Negli anni Venti è influenzato dal Novecento Italiano, ma non partecipa alle mostre collettive del gruppo. Espone da Lino Pesaro nel 1923 e nel 1930. Nel corso degli anni Trenta, e soprattutto dopo la seconda guerra mondiale, si dedica in prevalenza alla rappresentazione del paesaggio lombardo.
Tra le mostre a cui ha partecipato la X Esposizione internazionale d'arte di Venezia del 1912 con le opere Autoritratto e Creature del Mare.
Una sua opera Ritratto di Francesco Riva si trova nella Raccolta D'Arte dell'Ospedale Maggiore di Milano.